# Buenos Aires

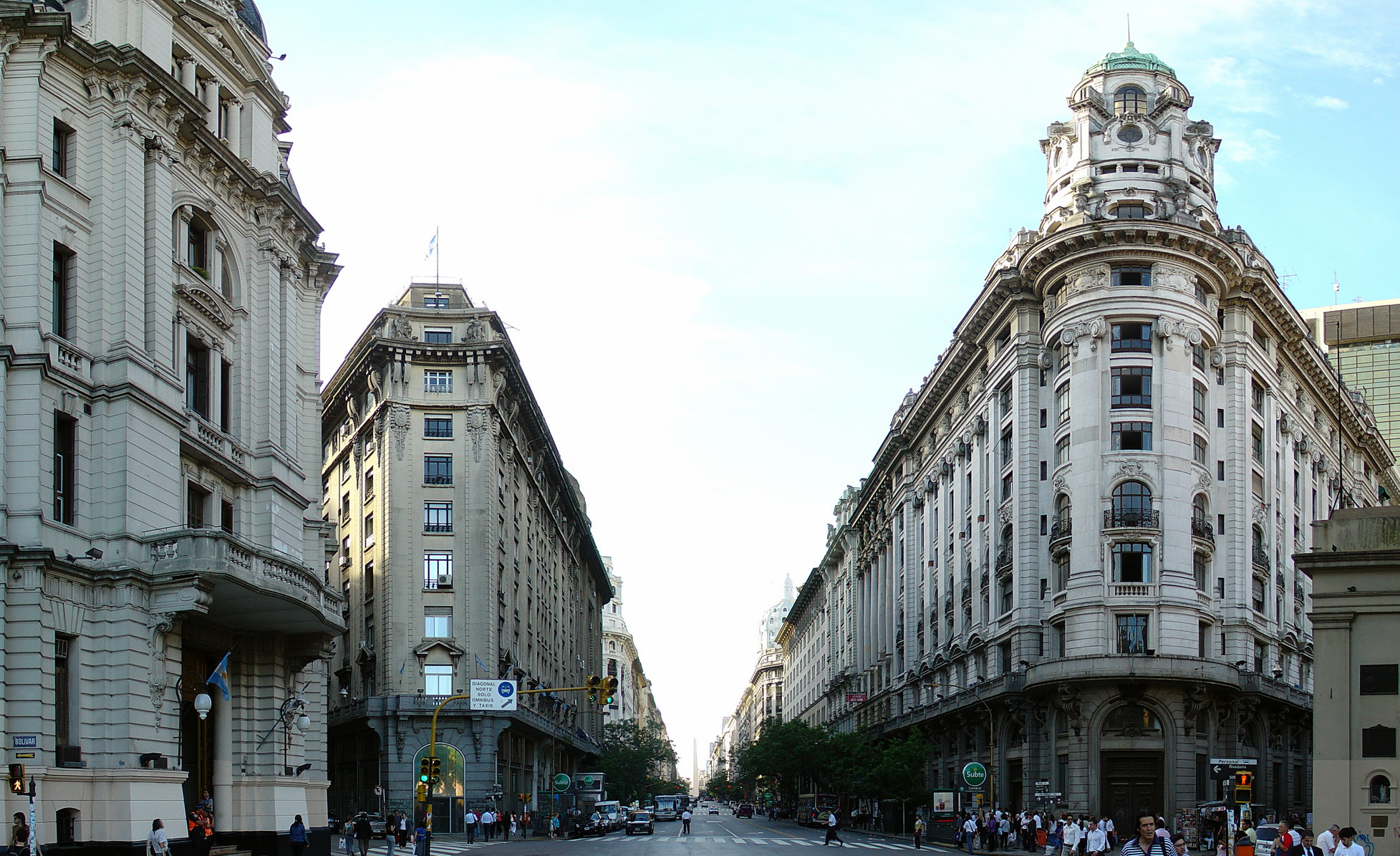
Av. 25 de mayo

Buenos Aires, oficialment la Ciutat Autònoma de Buenos Aires (CABA) és la capital federal de l'Argentina, i n'és la ciutat i el port més important. Fins al 1996, el nom oficial va ser «La Trinitat».
És situada a la riba meridional del Riu de la Plata, al litoral sud-oriental de l'Amèrica del Sud (Montevideo, la capital de l'Uruguai, se situa a l'altra banda del riu) i es divideix en 48 barris agrupats en comunes. És el centre econòmic, financer, industrial i cultural de l'Argentina. A Buenos Aires s'hi troben nombrosos museus, teatres i biblioteques. També és el centre acadèmic en ser seu de les universitats més importants del país. La ciutat va ser escollida com a Capital del disseny el 2005 per la UNESCO.

## Història
El mariner espanyol Juan Díaz de Solís va descobrir el riu de la Plata el 1516, però va morir en l'atac de la població indígena a la seva expedició. La ciutat fou fundada primerament com a Santa María del Buen Ayre el 2 de febrer de 1536 per una expedició espanyola a la recerca d'or, sota el comandament de Pedro de Mendoza. El nom el va escollir el capellà de Mendoza, qui era un devot fervent de la Mare de Déu del Bonaire, a Càller (Sardenya). La ciutat de Mendoza era situada a l'actual barri de San Telmo (al sud del que avui dia és el centre urbà). Més atacs de la població indígena van obligar els fundadors a fugir de la ciutat, la qual fou abandonada el 1541. El segon establiment (ara ja definitiu) va ser obra de Juan de Garay el 1580, tot baixant pel riu Paranà des d'Asunción.

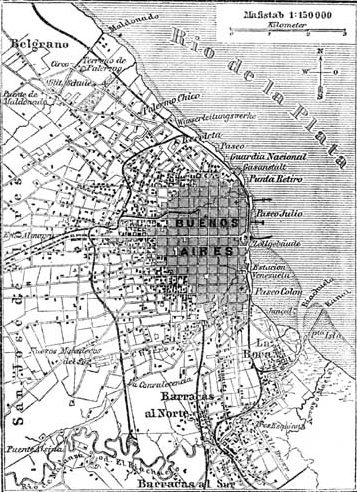
Mapa de Buenos Aires, 1888.

D'ençà el seu origen, l'èxit de Buenos Aires depenia del comerç. L'administració espanyola dels segles xvii i xviii insistia que tot el comerç d'Europa passés inicialment per Lima (Perú), per tal de controlar-ne la recaptació de taxes. Aquesta decisió extravagant va frustrar els comerciants de Buenos Aires, on es va desenvolupar una pròspera indústria del contraban. Això va fer que els porteños covessin un fort ressentiment cap a les autoritats espanyoles.
Conscient del problema, Carles III va anar aixecant progressivament les restriccions contra el comerç, i finalment va declarar Buenos Aires port franc a la fi del segle xviii. Aquestes accions per aplacar els ànims no van tenir l'efecte desitjat, i els portenys cada vegada desitjaven més independitzar-se d'Espanya. Finalment, el 25 de maig del 1810, mentre a la metròpoli s'esdevenia la Guerra del Francès i després d'una setmana de discussions majoritàriament pacífiques, els ciutadans criolls de Buenos Aires van aconseguir expulsar el Virrei espanyol i van establir un govern provincial (actualment aquesta data és celebrada com a diada nacional). El 9 de juliol de 1816 un congrés reunit a Tucumán va declarar la independència d'Espanya, que no la va reconèixer oficialment fins a 1862.
Diverses epidèmies de febre groga van provocar que la població benestant emigrés. Això va fer expandir la ciutat per la banda nord, mentre que les cases desocupades del sud servirien d'habitatge a les successives onades d'immigració europea.
Durant el llarg procés que va dur a la creació de l'Estat argentí, Buenos Aires va ser elegida com a seu de la residència del Govern Nacional, encara que aquest no tenia cap autoritat administrativa sobre la ciutat la qual formava part de la província de Buenos Aires. El govern va decidir federalitzar la ciutat la qual cosa va produir el 1880 una sèrie d'aixecaments entre els provincians i els federals que acabaria amb la derrota de la província de Buenos Aires i la federalització de la ciutat. Més tard, la província va cedir els partits (divisions administratives) de Flores i Belgrano els quals van ser annexats al territori de la capital federal. A canvi, la província va rebre una compensació econòmica.
La construcció del ferrocarril al segle xix no va fer més que incrementar el poder econòmic de Buenos Aires, ja que facilitava l'arribada de les matèries primeres per a la indústria. Cap als anys 1920 Buenos Aires fou una destinació favorita per als immigrants d'Europa, i al voltant de les àrees industrials de la ciutat van començar a créixer-hi grans barris de barraques (amb cases conegudes com a "conventillos" amb cuina i bany comuns i habitacions per a diverses famílies) que comportaren importants problemes socials. S'hi va construir el primer metro del subcontinent sud-americà per intentar comunicar les diferents zones urbanes (1913), diverses línies de tren i tramvia i ampliació de la capacitat del port.
Una agressiva campanya d'eliminació dels suburbis, combinada amb el desenvolupament d'un sistema de transport eficient als anys 1970 i 1980, va alleujar molts dels problemes de creixement de la ciutat. Des dels anys 1970 Argentina i Buenos Aires s'han fet famosos pels desapareguts, els records dels quals (cartells, fotografies) es poden veure a la Plaza de Mayo, prop de la Casa Rosada, on solien protestar les mares d'aquests desapareguts (les madres de la Plaza de Mayo).
A Buenos Aires van tenir lloc els Jocs Panamericans, que començaven el 25 de febrer de 1951, igual com també els campionats mundials de bàsquet de 1950 i 1990 i la copa del món de futbol de 1978 (Argentina en va guanyar la final el 25 de juny de 1978, quan va derrotar els Països Baixos per 3-1).
El 17 de març de 1992 va explotar una bomba a l'ambaixada d'Israel a Buenos Aires que va fer 29 morts i 242 ferits. Una altra explosió, el 18 de juliol de 1994, va destruir l'edifici de l'AMIA on s'hostatjaven diverses associacions jueves, que va fer 96 morts i bastants més ferits.

## Geografia

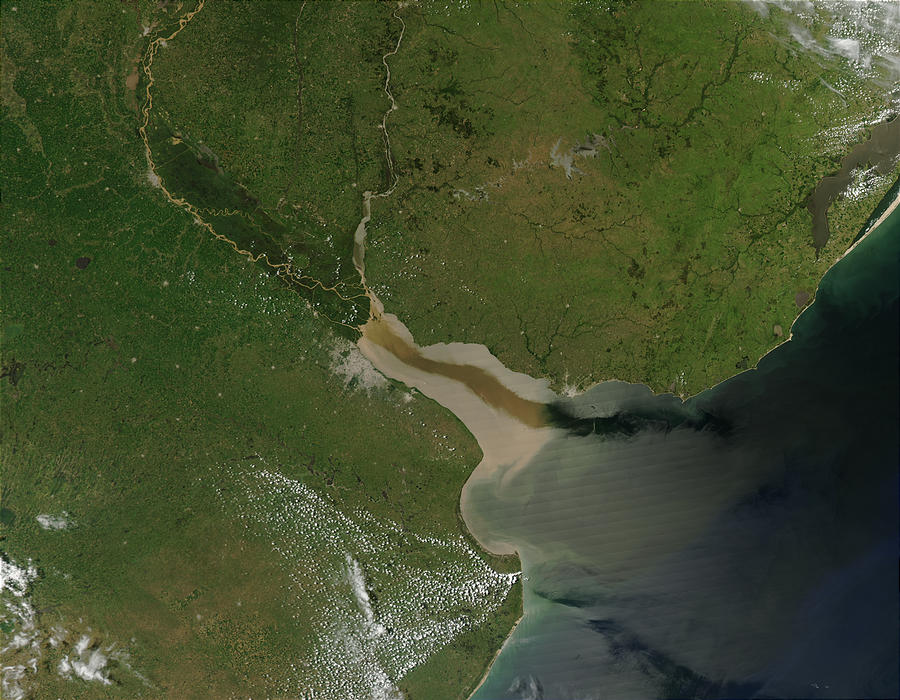
Imatge per satèl·lit del Río de la Plata, on es pot observar la marca urbana de Buenos Aires i l'àrea metropolitana.

### Ubicació
La Ciutat de Buenos Aires es troba a Sud-amèrica, 34 ° 36' de latitud sud i 58 ° 26' de longitud oest. La ciutat es troba en el marge del Riu de la Plata, i el seu clima és temperat.
Enfront de les seves costes es troba Colonia del Sacramento, i més enllà Montevideo, la capital de l'Uruguai, a només 45 minuts en avió o 2.30h en vaixell. A 2h en avió es troba Santiago de Xile i una mica més lluny, a 1720 km (3 h d'avió), es troba São Paulo, l'altra gran metròpoli de Sud-amèrica.

### Límits
El Riu de la Plata i el Riachuelo són els límits naturals de la Ciutat Autònoma de Buenos Aires cap a l'est i el sud. La resta del perímetre està envoltat per la col·lectora externa de l'RN A001 "Avenida General Paz", autopista de 24 km d'extensió que circumval la ciutat de nord a oest; existeix un petit tram de no més de 2 km comprès entre l'Avinguda Intendent penya-segats i el Riu de la Plata on el límit amb la província de Buenos Aires en part és la línia imaginària de la prolongació de l'avinguda General Paz i un altre tram la riera Raggio, aquest sector correspon al límit entre el Parc dels Nens i el Passeig de la Costa. Això es deu al fet que l'avinguda General Paz no finalitza en la costa del riu sinó en els penya-segats de l'avinguda Intendente. Aquesta avinguda enllaça de manera ràpida la ciutat amb la resta del Gran Buenos Aires, una franja d'alta concentració d'habitants i forta activitat comercial i industrial. Excepte seu límit oriental amb el Río de La Plata, tots els altres límits indicats de la CABA (Ciudad Autónoma de Buenos Aires) separen la seva jurisdicció de la corresponent a la província de Buenos Aires.
La ciutat està gairebé tota a la regió pampeana, llevat d'algunes zones com la Reserva Ecològica de Buenos Aires, la Ciutat Esportiva del Club Atlético Boca Juniors, l'Aeroparque Jorge Newbery, o el barri de Puerto Madero, que es troben emergides artificialment mitjançant el farciment de les costes del Río de la Plata.

### Hidrografia
La regió antigament estava travessada per diferents rierols i llacunes, alguns dels quals van ser emplenats i altres entubat. Entre els rierols d'importància estan els Tercers (del Sud, del Medi i del Nord), Maldonado, Vega, Medrano, Cildañez i White. El 1908 molts rierols van ser endegats i rectificats, ja que amb les crescudes del seu cabal causaven danys a la infraestructura de la ciutat. Van ser canalitzats però es mantenien a cel obert, construint diversos ponts per a la seva cruïlla. Finalment el 1919 es va disposar la seva canalització tancada, però els treballs van començar l'any 1927, acabant alguns el 1938 i altres, com el Maldonado, el 1954.

### Relleu
La ciutat es troba gairebé íntegrament a la regió pampeana, excepte algunes zones com la Reserva Ecològica de Buenos Aires, l'ex Ciutat Esportiva de Boca Juniors, l'Aeroparque Jorge Newbery, o el barri de Port Madero, que es troben emergides artificialment mitjançant el farciment de les costes del Riu de la Plata.
El límit original de la costa amb el riu estava donat per una sèrie de rodolons, sorgides per les variacions del nivell del mar (i de l'estuari del Plata) fa milers d'anys. La sèrie de rierols implicava l'existència de zones més deprimides que altres, conegudes com a "valls d'inundació". De tal manera, el territori posseïa suaus ondulacions interrompudes pel sud, davant l'àmplia vall d'inundació corresponent al riu Riachuelo. La zona més alta es troba al barri de Monte Castro.

### Sismicitat
La regió respon a la «falla de Punta del Este», amb sismicitat baixa, i la seva última expressió es va produir el 5 de juny de 1888, a les 3:20 UTC-3, amb una magnitud de 5,5 en l'escala de Richter. (Terratrèmol del Riu de la Plata de 1888).

### Clima

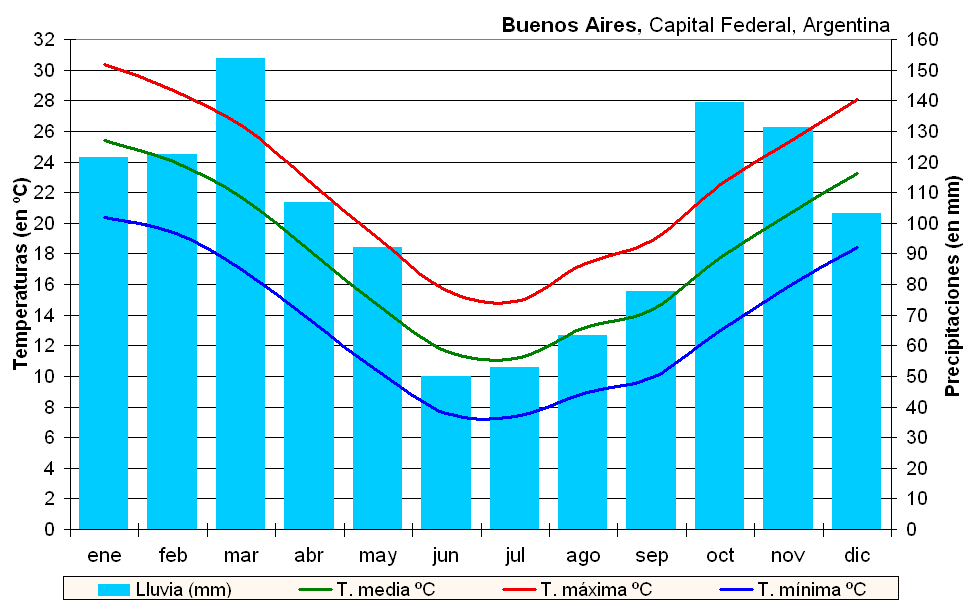
Climograma de Buenos Aires.

El clima de la ciutat és temperat i humit. Considerant el període 1961-1990, normalment utilitzat per designar els mitjans climàtics, la temperatura mitjana és de 17,6 °C i la precipitació anual és de 1.147 mm. Al llarg del segle xx les temperatures de la ciutat han augmentat considerablement a causa de l'illa de calor (desenvolupament urbà), sent actualment 2 °C superior al de regions properes molt menys urbanitzades. Fonamentalment les temperatures nocturnes són les que han augmentat, cosa que a l'estiu sol dificultar el descans nocturn dels porteño. Les precipitacions també s'han accentuat des de 1973, com ja va passar en l'anterior hemicicle humit: 1870 a 1920.
Si bé els dies coberts són més freqüents a l'hivern, quan més plou és a estiu, època en què es desenvolupen tempestes a vegades molt intenses, això provoca que grans quantitats d'aigua caiguin en poc temps. A l'hivern són més comunes les pluges dèbils però contínues. De totes maneres no es pot dir que hi hagi estacionalitat de pluges. Els estius són càlids, amb una mitjana de gener de 24,5 °C. L'elevada humitat sol tornar sufocant al temps. Els hiverns són suaus, amb una temperatura mitjana de juliol d'11 °C. Rarament es donen temperatures inferiors a 0 °C i superiors a 36 °C. Les boires, una altra característiques de Buenos Aires, s'han tornat infreqüents, amb pocs dies l'any.
| Dades climàtiques a Buenos Aires Central Observatory (normals 2001–2010)             | Dades climàtiques a Buenos Aires Central Observatory (normals 2001–2010) | Dades climàtiques a Buenos Aires Central Observatory (normals 2001–2010) | Dades climàtiques a Buenos Aires Central Observatory (normals 2001–2010) | Dades climàtiques a Buenos Aires Central Observatory (normals 2001–2010) | Dades climàtiques a Buenos Aires Central Observatory (normals 2001–2010) | Dades climàtiques a Buenos Aires Central Observatory (normals 2001–2010) | Dades climàtiques a Buenos Aires Central Observatory (normals 2001–2010) | Dades climàtiques a Buenos Aires Central Observatory (normals 2001–2010) | Dades climàtiques a Buenos Aires Central Observatory (normals 2001–2010) | Dades climàtiques a Buenos Aires Central Observatory (normals 2001–2010) | Dades climàtiques a Buenos Aires Central Observatory (normals 2001–2010) | Dades climàtiques a Buenos Aires Central Observatory (normals 2001–2010) | Dades climàtiques a Buenos Aires Central Observatory (normals 2001–2010) |
| Mes                                                                                  | gen                                                                      | febr                                                                     | març                                                                     | abr                                                                      | maig                                                                     | juny                                                                     | jul                                                                      | ag                                                                       | set                                                                      | oct                                                                      | nov                                                                      | des                                                                      | anual                                                                    |
| ------------------------------------------------------------------------------------ | ------------------------------------------------------------------------ | ------------------------------------------------------------------------ | ------------------------------------------------------------------------ | ------------------------------------------------------------------------ | ------------------------------------------------------------------------ | ------------------------------------------------------------------------ | ------------------------------------------------------------------------ | ------------------------------------------------------------------------ | ------------------------------------------------------------------------ | ------------------------------------------------------------------------ | ------------------------------------------------------------------------ | ------------------------------------------------------------------------ | ------------------------------------------------------------------------ |
| Màxima rècord °C (°F)                                                                | 43.3 (109.9)                                                             | 38.7 (101.7)                                                             | 37.9 (100.2)                                                             | 36.0 (96.8)                                                              | 31.6 (88.9)                                                              | 28.5 (83.3)                                                              | 30.2 (86.4)                                                              | 34.4 (93.9)                                                              | 35.3 (95.5)                                                              | 35.6 (96.1)                                                              | 36.8 (98.2)                                                              | 40.5 (104.9)                                                             | 43.3 (109.9)                                                             |
| Màxima mitjana °C (°F)                                                               | 30.4 (86.7)                                                              | 29.0 (84.2)                                                              | 26.8 (80.2)                                                              | 23.4 (74.1)                                                              | 19.3 (66.7)                                                              | 16.6 (61.9)                                                              | 16.0 (60.8)                                                              | 17.7 (63.9)                                                              | 19.6 (67.3)                                                              | 23.1 (73.6)                                                              | 26.1 (79)                                                                | 28.5 (83.3)                                                              | 23.0 (73.4)                                                              |
| Mitjana diària °C (°F)                                                               | 25.1 (77.2)                                                              | 23.9 (75)                                                                | 22.0 (71.6)                                                              | 18.0 (64.4)                                                              | 14.4 (57.9)                                                              | 11.9 (53.4)                                                              | 11.4 (52.5)                                                              | 12.8 (55)                                                                | 14.8 (58.6)                                                              | 18.2 (64.8)                                                              | 20.9 (69.6)                                                              | 23.2 (73.8)                                                              | 18.1 (64.6)                                                              |
| Mínima mitjana °C (°F)                                                               | 20.2 (68.4)                                                              | 19.5 (67.1)                                                              | 18.0 (64.4)                                                              | 13.6 (56.5)                                                              | 10.5 (50.9)                                                              | 8.3 (46.9)                                                               | 7.7 (45.9)                                                               | 8.7 (47.7)                                                               | 10.6 (51.1)                                                              | 13.5 (56.3)                                                              | 16.0 (60.8)                                                              | 18.2 (64.8)                                                              | 13.7 (56.7)                                                              |
| Mínima rècord °C (°F)                                                                | 5.9 (42.6)                                                               | 4.2 (39.6)                                                               | 2.8 (37)                                                                 | −2.3 (27.9)                                                              | −4 (25)                                                                  | −5.3 (22.5)                                                              | −5.4 (22.3)                                                              | −4 (25)                                                                  | −2.4 (27.7)                                                              | −2 (28)                                                                  | 1.6 (34.9)                                                               | 3.7 (38.7)                                                               | −5.4 (22.3)                                                              |
| Precipitació mitjana mm (polzades)                                                   | 167.5 (6.594)                                                            | 171.0 (6.732)                                                            | 172.3 (6.783)                                                            | 110.8 (4.362)                                                            | 72.3 (2.846)                                                             | 54.8 (2.157)                                                             | 70.0 (2.756)                                                             | 71.7 (2.823)                                                             | 75.0 (2.953)                                                             | 124.4 (4.898)                                                            | 114.1 (4.492)                                                            | 102.4 (4.031)                                                            | 1.306,3 (51,429)                                                         |
| Mitjana de dies de precipitació                                                      | 9.5                                                                      | 9.0                                                                      | 10.0                                                                     | 7.9                                                                      | 6.6                                                                      | 7.1                                                                      | 8.0                                                                      | 7.7                                                                      | 7.9                                                                      | 9.9                                                                      | 9.9                                                                      | 9.1                                                                      | 102.6                                                                    |
| Humitat relativa mitjana (%)                                                         | 65                                                                       | 70                                                                       | 72                                                                       | 77                                                                       | 78                                                                       | 79                                                                       | 79                                                                       | 74                                                                       | 71                                                                       | 69                                                                       | 68                                                                       | 64                                                                       | 72                                                                       |
| Mitjana mensual d'hores de sol                                                       | 275.9                                                                    | 217.5                                                                    | 210.8                                                                    | 183.0                                                                    | 167.4                                                                    | 144.0                                                                    | 148.8                                                                    | 167.4                                                                    | 180.0                                                                    | 220.1                                                                    | 252.0                                                                    | 272.8                                                                    | 2.439,7                                                                  |
| Mitjana diària d'hores de sol                                                        | 8.9                                                                      | 7.7                                                                      | 6.8                                                                      | 6.1                                                                      | 5.4                                                                      | 4.8                                                                      | 4.8                                                                      | 5.4                                                                      | 6.0                                                                      | 7.1                                                                      | 8.4                                                                      | 8.8                                                                      | 6.68                                                                     |
| Font #1: University of Buenos Aires                                                  |                                                                          |                                                                          |                                                                          |                                                                          |                                                                          |                                                                          |                                                                          |                                                                          |                                                                          |                                                                          |                                                                          |                                                                          |                                                                          |
| Font #2: Servicio Meteorológico Nacional (humidity 1981–1990, extremes 1906–present) |                                                                          |                                                                          |                                                                          |                                                                          |                                                                          |                                                                          |                                                                          |                                                                          |                                                                          |                                                                          |                                                                          |                                                                          |                                                                          |

#### Vents
Buenos Aires rep la influència de dos tipus de vents zonals: el Pampero i la Sudestada. El primer prové del sud-oest, sol iniciar amb una tempesta curta que ràpidament dona pas a un aire molt més fred i sec. Tot i que pot donar-se en qualsevol època de l'any, es dona amb més intensitat a l'estiu; se l'espera quan refresca després d'una calor sufocant. La sud-est, més infreqüent que l'anterior, es dona principalment a la tardor i a la primavera. Consisteix en un vent fort del sud-est, fresc i molt humit, que dura diversos dies i va moltes vegades acompanyat de precipitacions febles i constants. El vent continu fa pujar les aigües del Riu de la Plata, arribant a vegades a produir inundacions a les zones més baixes de la ciutat, com el barri de la Boca.

#### Nevades
Les nevades a la ciutat no són habituals. L'última nevada important va tenir oportunitat el 9 de juliol de 2007, aquesta va començar en forma de calamarsa i va acabar cobrint gran part de la ciutat. S'ha produït a conseqüència d'un gran vent polar que va afectar l'Argentina i a Xile.
Des que s'han obtingut registres sistemàtics del clima, l'any 1870, només se sap d'una altra nevada considerable en 1918. El 1912, 1928 i 1967 en les quals es va veure caure calamarsa.

## Demografia

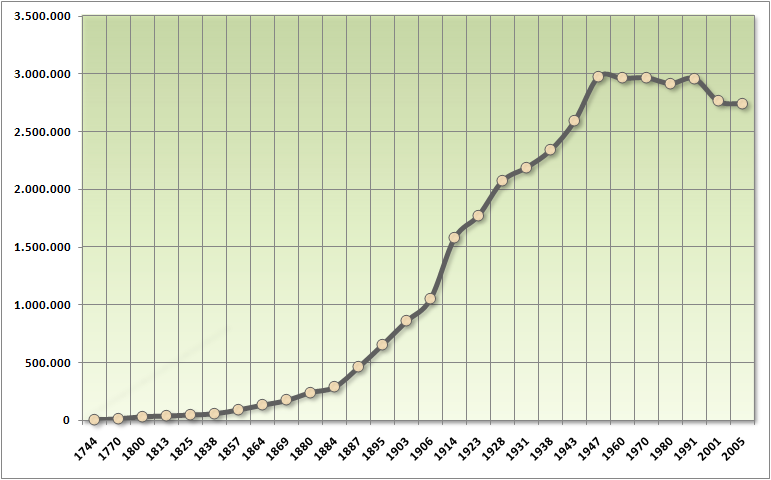
Creixement de la població des del 1740.

Té una població de 2.995.397 habitants segons el cens del 2005 i, amb més de 12 milions d'habitants a la seva àrea metropolitana (el Gran Buenos Aires), és la segona ciutat més gran de Sud-amèrica i un dels centres urbans més grans del món. La població del terme municipal no creix pas d'ençà les darreries dels anys 60, degut les baixes taxes de naixements i pel desplaçament als suburbis.

## Govern i política

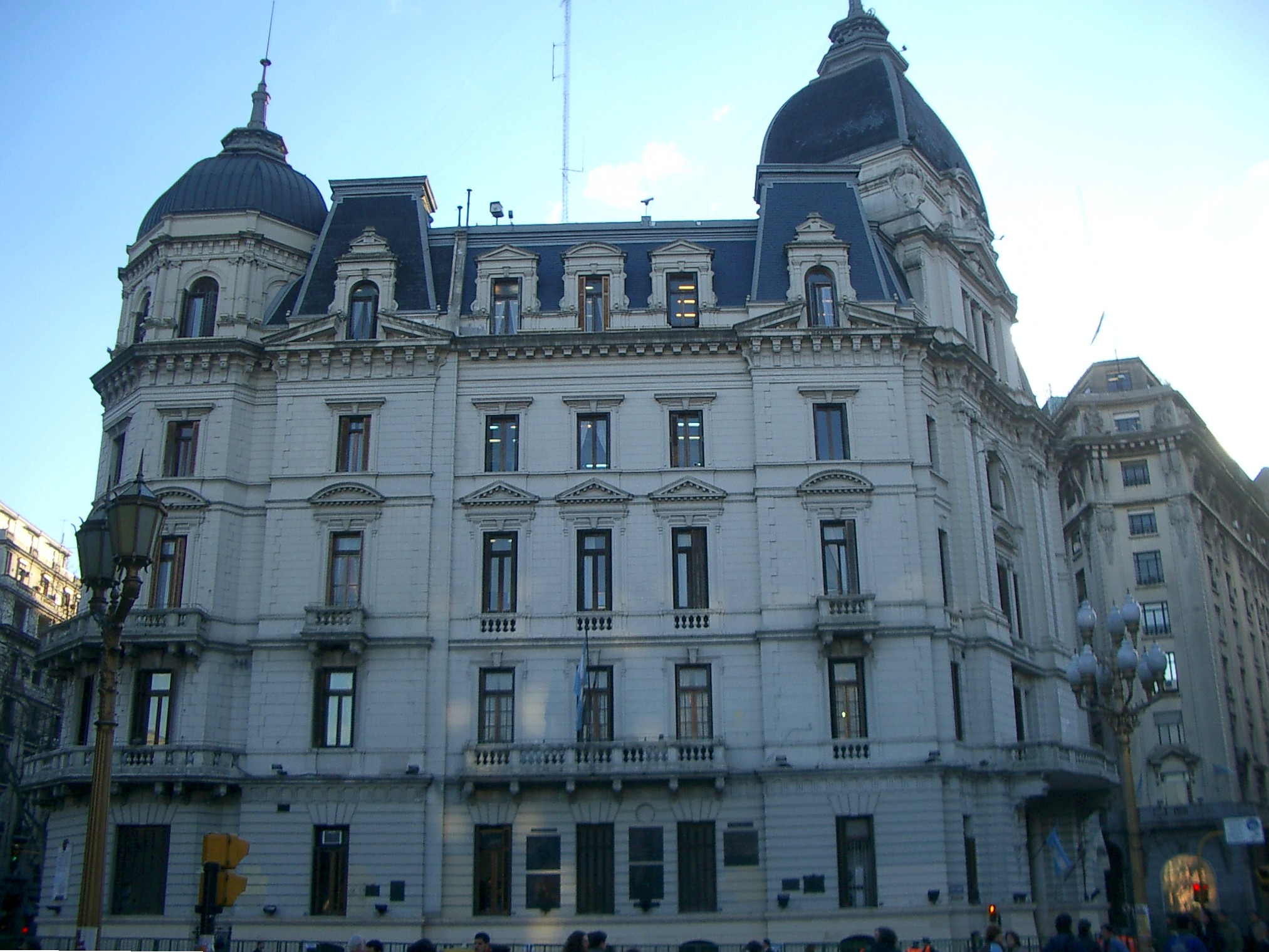
Prefectura de Govern de Buenos Aires.

La ciutat, com a districte federal era administrada pel govern de la federació i els caps executius eren designats pel president de la república. Des de 1996, però, la ciutat va rebre autonomia plena i va redactar una constitució pròpia. El poder executiu de la ciutat autònoma és ostentat pel cap de govern elegit per vot popular per un període de quatre anys. El president del cos legislatiu de la ciutat és alhora el vicecap de govern. El cap de govern el 2006 era Jorge Telerman. El cos legislatiu s'anomena Legislatiura de la ciutat de Buenos Aires i està format per seixanta diputats elegits per un període de quatre anys.
No obstant això, la seva autonomia legal i judicial és menor, en termes jurídics, de l'autonomia que gaudeixen les províncies argentines. La justícia de dret comú de la ciutat és regida pel poder judicial de la Nació i la policia federal opera sota el poder executiu nacional.

## Educació
La Ciutat de Buenos Aires compta amb el menor índex d'analfabetisme de la República Argentina, essent de 0,45% entre els majors de 10 anys.
Segons una enquesta duta a terme per la Direcció General d'Estadística i Censos el 2006, la taxa d'escolarització per nivell és de 96,5% pel nivell inicial (5 anys) és de 98,6% pel nivell primari (6 a 12 anys) i de 87,0% pel nivell mitjà (13 a 17 anys). A més, la quantitat d'alumnes matriculats es manté en augment, assolint els 656.571 alumnes en 2.318 establiments durant el 2006.
La Ciutat de Buenos Aires compta amb una gran quantitat d'establiments educatius. Excepte en el cas de les escoles primàries on hi ha més establiments estatals, és més gran el nombre d'establiments privats. No obstant això la quantitat d'alumnes matriculats en establiments educatius de gestió privada és lleugerament menor a la registrada a les institucions estatals.
La Ciutat de Buenos Aires rep també a estudiants que viuen a la Província de Buenos Aires, durant el 2005 el percentatge d'alumnes amb residència en aquesta província que van assistir a escoles estatals va ser del 4,5% en el nivell inicial, de l'11,8% en el nivell primari, del 19,5% en el nivell mitjà.
L'educació inicial correspon al període entre els 45 dies i als 5 anys. Els Jardins Maternals s'encarreguen de l'educació de menors entre els 45 dies i els 2 o 3 anys, segons l'establiment. Les anomenades Escoles Infantils abracen el període complet, entre els 45 dies i als 5 anys.

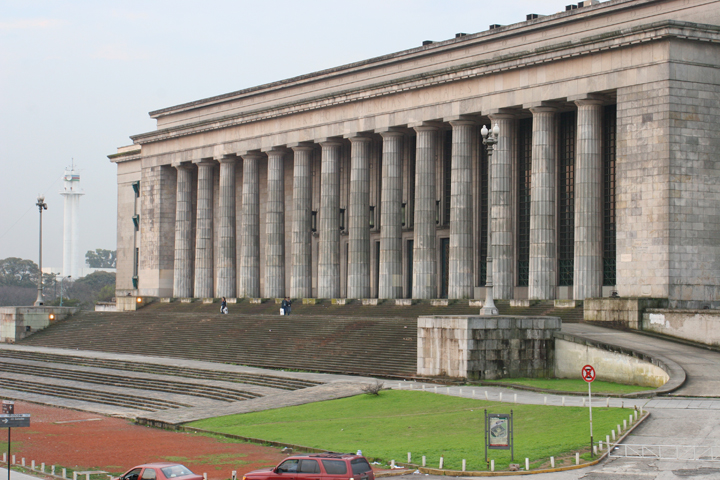
Façana de la Facultat de Dret de la Universitat de Buenos Aires, una de les universitats més importants de Llatinoamèrica.

L'educació primària abasta des dels 6 als 12 anys, i és obligatòria en tota la República Argentina. En totes s'ensenya un segon idioma, a les de gestió oficial només des del 4t grau (anglès en les institucions de jornada simple; i anglès, francès o italià a les de jornada completa), encara que a la ciutat funcionen 22 establiments plurilingües, on a més del castellà s'ensenya anglès, francès, portuguès o italià.
L'educació mitjana està destinada als menors d'entre 13 i 18 anys, pot arribar als 19 anys en algunes modalitats, i està organitzada en un cicle bàsic que inclou els 3 primers anys, i un cicle d'especialització que inclou el període restant (fins als 19 a les escoles tècniques). A diferència de moltes províncies, la Ciutat de Buenos Aires va mantenir les seves escoles tècniques, i mitjançant la Llei 898 es va disposar que el nivell mitjà d'educació és obligatori.
A més de les diferents modalitats d'educació terciària, la ciutat és seu d'algunes de les Universitats més importants del país. Allà es troben la majoria de les seus de la Universitat de Buenos Aires, una de les més importants de Llatinoamèrica. També es troben les principals seus de la Universitat Tecnològica Nacional, i estan instal·lades algunes seus de la Universitat Nacional de General San Martín. Hi ha alguns terciaris dependents de la ciutat i alguns professors com l'Institut Superior del Professorat "Dr Joaquín V. González". La ciutat també és seu de moltes universitats privades, entre les quals es troben:
| - Institut Tecnològic de Buenos Aires - Universitat Argentina de la Empresa - Pontifícia Universitat Catòlica Argentina - Centre d'Alts Estudis en Ciències Exactes - Universitat Argentina John F. Kennedy - Universitat de Belgrano | - Universitat del Salvador - Universitat Austral (Argentina) - Universitat de Ciències Empresarials i Socials - Universitat de Palermo - Universitat Torcuato Di Tella - Universitat del Cine | - Universitat Catòlica de Salta (sede Buenos Aires) - Universitat de Flores - Universitat del CEMA - Universitat Favaloro - Institut Universitari de la Policia Federal Argentina - Universitat del Museu Social Argentí |

## Economia i transports

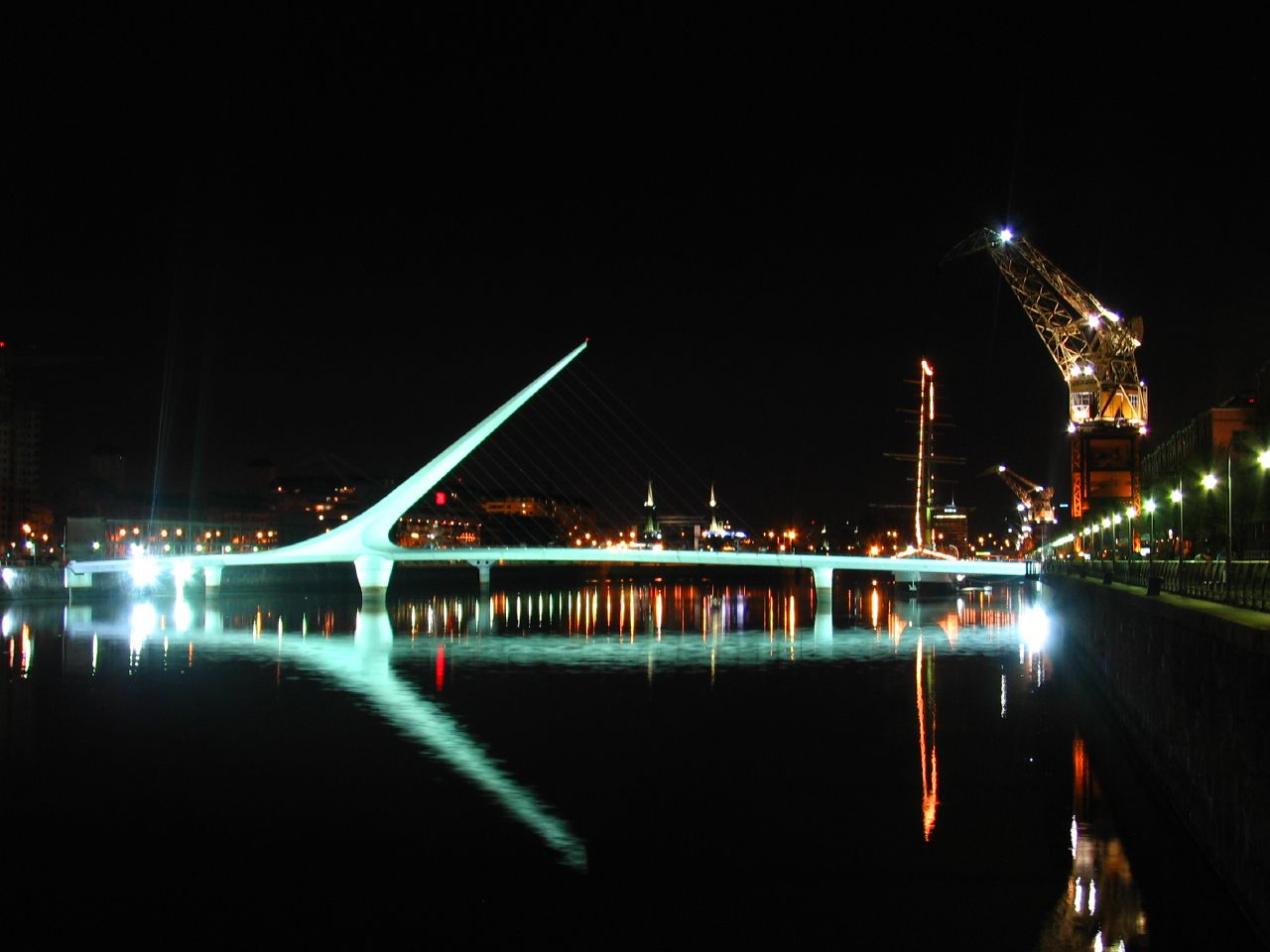
Pont "de la Dona", Puerto Madero.

Buenos Aires és el centre financer, industrial, comercial i social de l'Argentina. El seu port és un dels que tenen més tràfic del món; rius navegables el connecten amb el nord-est del país, el Brasil, l'Uruguai i el Paraguai. De resultes d'això, funciona com a centre de distribució per a una extensa àrea de la regió sud-oriental del continent. El 2004 el Producte interior brut PIB per capita de la ciutat era de 36.185 pesos argentins o aproximadament 12.000 dòlars nord-americans, tres vegades més que la mitjana nacional i una de les més elevades de l'Amèrica Llatina. El sector dels serveis representa el 73% del PIB, major que el percentatge nacional (de 66%).
A l'oest de Buenos Aires hi ha la Pampa, la regió argentina més productiva. A la ciutat i la seva rodalia s'hi processen o s'hi manufacturen els productes resultants: carn, llet, cereals, tabac, llana i pells. Altres indústries importants són l'automobilística, petroliera (refineries), metal·lúrgica, de maquinària, tèxtil, química, paperera i de la moda.
L'aeroport internacional de Buenos Aires, o Aeroport Internacional Ministro Pistarini, està situat al suburbi d'Ezeiza i sovint és anomenat simplement "Aeropuerto Internacional de Ezeiza", o tan sols "Ezeiza". L'aeroport anomenat Aeroparque Jorge Newbery està situat dins els límits de la ciutat i està dedicat als vols interiors.
La ciutat disposa d'una extensa xarxa d'autobusos (anomenats colectivos) amb més de 180 línies que uneixen Buenos Aires amb les localitats metropolitanes. La xarxa de metro (l'anomenat subte) té cinc línies que connecten amb les estacions de trens i autobusos.

## Cultura

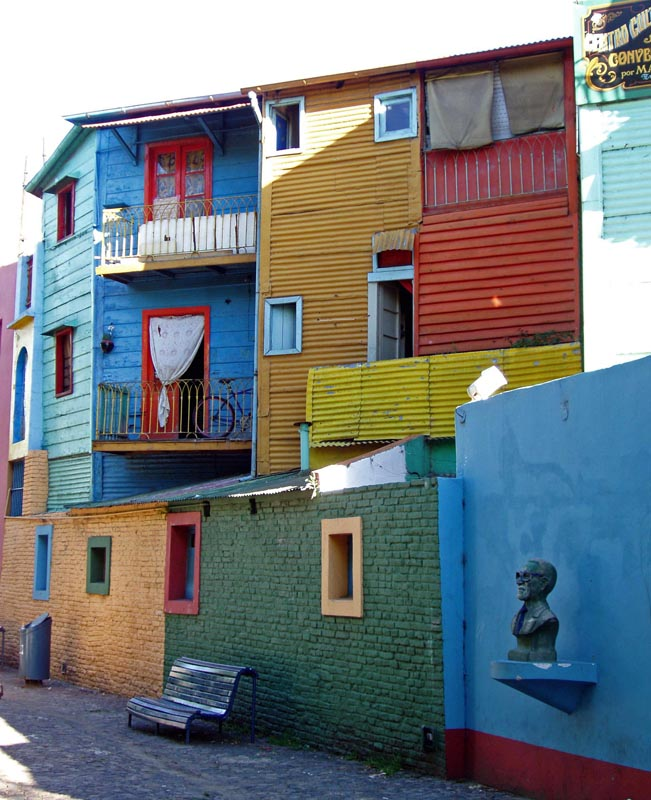
Barri de la Boca.

### Immigració i variants lingüístiques
Al començament del segle xx, l'Argentina va absorbir milions d'immigrants, molts dels quals provinents d'Itàlia i Espanya. L'adopció de l'espanyol per part de la comunitat italiana va ser gradual. La barreja d'italià i espanyol es va anomenar cocoliche; amb el temps va caure en desús, i avui dia sobreviu en algunes frases, normalment pronunciades en to còmic.
L'argot lunfardo es va originar entre la població reclusa i es va anar escampant entre tots els porteños. El lunfardo usa mots de diversos dialectes italians, sobretot sicilians, i solucions enginyoses com ara la inversió de síl·labes dins la paraula (fenomen conegut com el vesre). El lunfardo és utilitzat pels porteños sobretot en situacions informals.

### El tango
Molts immigrants van arribar a Buenos Aires sense la família, cosa que va comportar un significatiu fenomen de prostitució que es va iniciar pels volts de 1890. El seu producte més rellevant és el tango, que es va originar als bordells però més endavant va ampliar el seu públic. El 1902, el Teatro Óperas va començar a organitzar ballades de tangos. En la dècada dels anys 1920, el tango fou adoptat per l'alta societat parisenca i des d'allà es va estendre arreu del món.
L'estil de la música de tango de Buenos Aires va anar evolucionant cap a un gènere molt elaborat. En la seva època d'or, hi van destacar els compositors Aníbal Troilo i Juan D'Arienzo, i cantants com Carlos Gardel, Roberto Firpo i Edmundo Rivero.
Buenos Aires celebra cada any el "Dia del Tango" l'11 de desembre. Al barri de San Telmo, cada diumenge hi ha representacions de tango pel carrer i a la plaça Dorrego s'hi fa un mercat d'antiguitats relacionades amb aquest gènere musical.

### Miscel·lània
- El Teatro Colón és un dels teatres d'òpera més coneguts del món.
- Buenos Aires fou la ciutat natal de Jorge Luis Borges, Ernesto Sábato i Julio Cortázar (que va emigrar a França).
- De la Universitat de Buenos Aires han sortit diversos Premis Nobel, com Carlos Saavedra Lamas, Premi Nobel de la Pau de 1936, o Bernardo Alberto Houssay, Premi Nobel de Medicina o Fisiologia de 1947.
- Buenos Aires va ser la seu del Gran Premi de l'Argentina de Fórmula 1 durant vint anys no consecutius, el primer cop el 1953 i l'últim el 1998.

### Monuments i llocs d'interès
- Centre

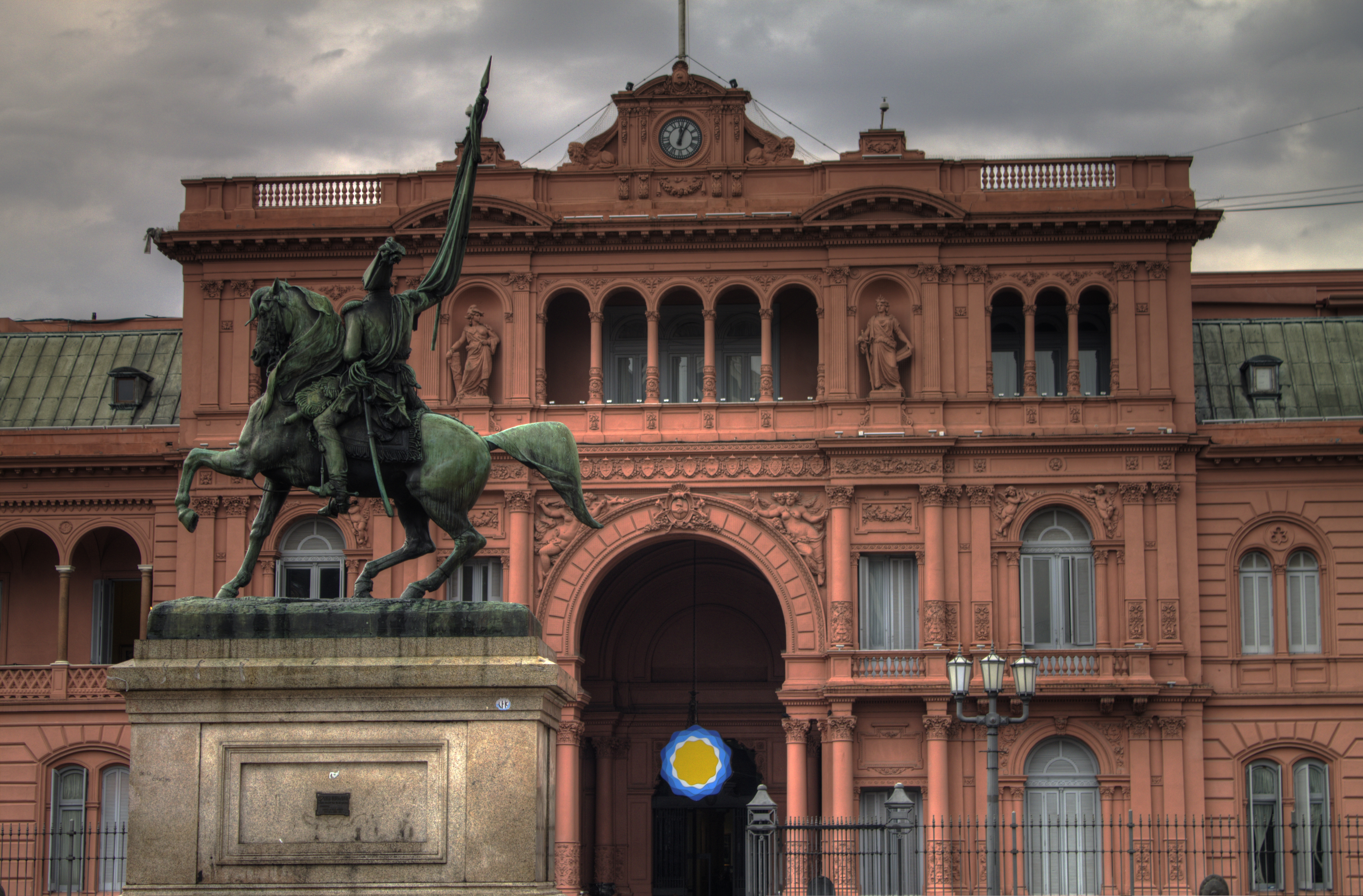
La Casa Rosada

  - La Plaza de Mayo, on hi ha el Cabildo Histórico (antic palau dels virreis espanyols, conté el Museo Nacional del Cabildo), la Casa Rosada (palau del Govern), la Catedral metropolitana i el Palacio Municipal (Ajuntament)
  - Congreso Nacional, antic edifici del Congrés, acull l'Academia Nacional de la Historia
  - Palacio Barolo
  - Puente de la Mujer, dissenyat per Santiago Calatrava
  - Puerto Madero, barri de nova construcció situat vora el riu, amb moderns gratacels
  - Manzana de las Luces, antiga seu de la Universitat
  - L'Obelisc (1936), a la cruïlla de les avingudes 9 de Julio i Corrientes
  - Reserva Ecológica Costanera Sur, de 360 hectàrees, vora el riu de la Plata
  - Teatro Colón (1908), teatre de l'òpera, on estrenava les seves òperes el compositor Alfredo Schiuma
- Barri Nord
  - Biblioteca Nacional

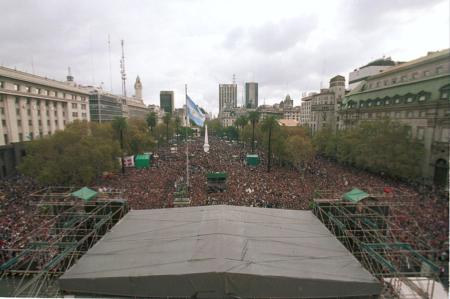
Panoràmica de la Plaza de Mayo durant la celebració del 25 de maig.

- - Cementiri de la Recoleta, cementiri monumental on hi ha enterrats Eva Perón i Adolfo Bioy Casares, entre d'altres
  - MALBA (Museo de Arte Latinoamericano de Buenos Aires)
  - Museo Nacional de Bellas Artes
  - El Ateneo, antic teatre convertit en llibreria
  - Floralis Genérica, escultura d'una flor activada per energia solar
  - Plaza Francia
- Barri de Palermo 
  - Parque Tres de Febrero, conté el Jardín Japonés (un dels més grans del món en el seu estil) i el Planetario Galileo Galilei, obra de 1966
  - Jardín Botánico (1908)
- Barri de La Boca
  - Caminito (carrer típic, veritable museu a l'aire lliure)
  - Cancha de Boca (l'estadi de futbol del Boca Juniors)
  - Museo Histórico Nacional, situat dins el Parque Lezama
- Barri de Mataderos
  - Feria de Mataderos, fira d'artesania i tradicions argentines, els diumenges i festius al Mercado Nacional de Hacienda
- Barri de San Telmo
  - La Casa Mínima
  - Plaza Dorrego, amb actuacions de tango i mercat d'antiguitats
  - Museo Nacional de Arte Decorativo

### Gastronomia
La gastronomia portenya és tan diversa com la resta de la seva cultura. Inclou carns vermelles, peixos, pasta i les empanades. Entre les carns destaca el rostit, generalment acompanyat per xoriços, pedrers,  chinchulines i botifarres. Els peixos més consumits són lluç, un tipus de corball (Pogonias courbina) conegut com la corvina negra en castellà, llenguado, besuc i pejerrei, una espècie local. La influència italiana, molt difosa pels corrents migratoris provinents d'aquest país a principis del segle xx, es reflecteix a les pastes com fideus, nyoquis, canelons, lasanya i raviolis.

### Filles il·lustres
Mercedes Sosa, cantant folklòrica argentina i activista. Premiada l'any 2005.

## Futbol
El futbol és una passió per als argentins. La ciutat té molts equips que juguen a la primera divisió de la lliga. És famosa la rivalitat entre el River Plate i el Boca Juniors, considerats uns dels millors equips dels món.
Diego Armando Maradona, que ha estat considerat un dels millors jugadors del món, va començar la seva carrera a l'Argentinos Juniors i més tard va jugar al Boca Juniors (també va jugar a la selecció nacional i a diversos clubs europeus, entre els quals el Nàpols i el Futbol Club Barcelona). Lionel Andrés Messi, també és considerat un dels millors jugadors de futbol argentins.

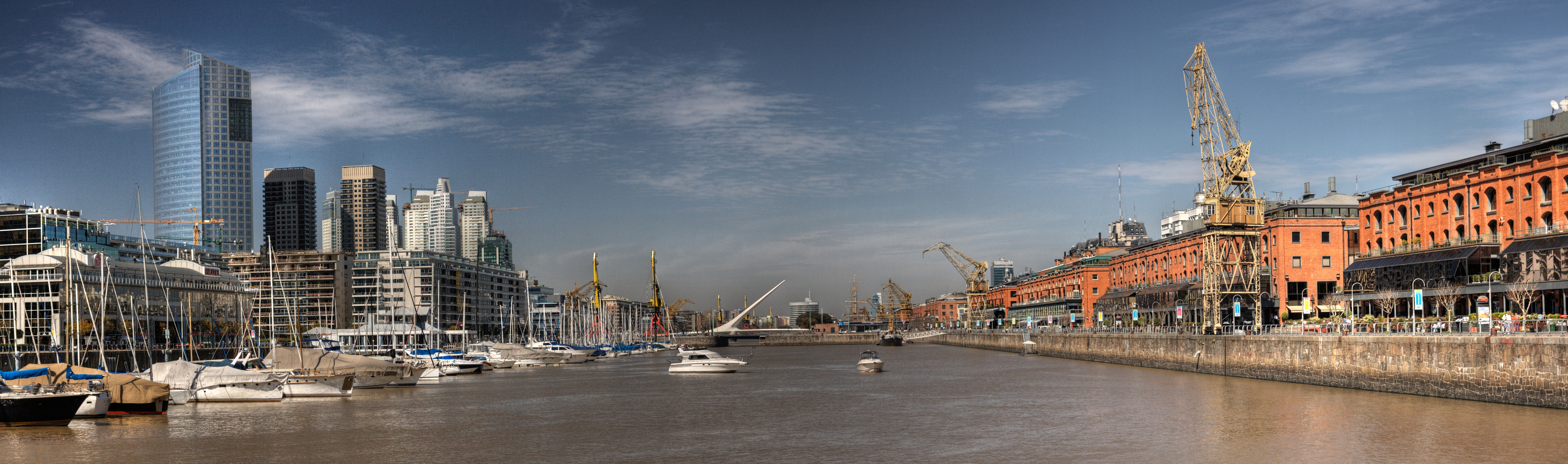
Buenos Aires

## Nascuts a Buenos Aires
- August Matons i Colomer
- Carlos Saavedra Lamas (1878 - 1959) polític i diplomàtic, Premi Nobel de la Pau de l'any 1936.
- Bernardo Alberto Houssay (1887 - 1971) farmacèutic i metge, Premi Nobel de Medicina o Fisiologia de l'any 1947.
- Adolfo Pérez Esquivel (1931), Premi Nobel de la Pau de l'any 1980.
- Pablo Maximiliano Miguel Coronel Vidoz, cantant i actor
- Nilda Garré (1945), ministra de Defensa de l'Argentina.